# اريكسون (لاعب كرة قدم)
اريكسون هو لاعب كرة قدم برازيلي، ولد في 11 مايو 1999 في كامبيناس في البرازيل.